# Boehmeria leptostachya
Boehmeria leptostachya är en nässelväxtart som beskrevs av Ib Friis och Wilmot-dear. Boehmeria leptostachya ingår i släktet Boehmeria och familjen nässelväxter. Inga underarter finns listade i Catalogue of Life.